# Prostorsko zapolnjeni model
Prostorsko zapolnjeni ali kalotni model je grafična ali fizična predstavitev molekule, pri kateri so atomi prikazani kot odsekane krogle s premeri, ki so sorazmerni z njihovo dejansko velikostjo. Kroglasti modeli atomov se med seboj neposredno stikajo. Imenujejo ga tudi model CPK, po začetnicah kemikov Roberta Coreya, Linusa Paulinga in Walterja Koltuna, ki so uvedli njegovo uporabo.